# Dioryctria sylvestrella
Dioryctria sylvestrella, sừng thông mới  hoặc sâu đục thân thông, là một loài bướm đêm thuộc họ Pyralidae. Nó được tìm thấy ở châu Âu, một phần của châu Á và Bắc Phi. Con trưởng thành là một loài côn trùng nhỏ màu nâu và có đốm trắng với sải cánh từ 28 đến 35 mm (1,1 đến 1,4 in). Bướm đêm chỉ bay trong một thời gian nhất định từ tháng 6 đến tháng 10 và là loài gây hại cho thông biển sao và một số loài thông khác, đó là thức ăn của sâu bướm.
Bướm đêm thuộc chi Dioryctria thường những cái đầu có màu nâu xám đến đen, với nhiều đốm màu trắng, họa tiết chevron và đường ngoằn ngoèo. Dioryctria sylvestrella có sải cánh từ 28 đến 35 mm (1,1 đến 1,4 in) và rất giống nhau về ngoại hình. Loài bướm đêm này được phát hiện lần đầu tiên ở Anh vào năm 2001, và có thể được biết từ ba loài khác trong chi đã có ở đó bởi thực tế là "đường dưới da thường trơn với một cái vẩy [ở] điểm giữa thân của nó, khác biệt với hai loài còn lại, loài này có răng từ giữa mặt đến giữa lưng ".
Dioryctria sylvestrella phân bố và sinh sản tự nhiên ở châu Âu, phần lớn châu Á và Bắc Phi. Nó cũng xuất hiện ở phía bắc như Vòng Bắc Cực nhưng phổ biến hơn ở vĩ độ thấp hơn và đây là nơi gây chúng thiệt hại nhiều nhất. Ở châu Âu, nó chủ yếu phá hoại cây thông biển sao (Pinus pinaster) nhưng nó có thể ăn các loài thông khác và trên cây vân sam. Các vật chủ khác được biết đến là P. caribaea, P. halepensis, P. kesiya, P. merkusii, P. nigra và P. pinea. Những chồi mới trên cây đã được chăm sóc bằng phân bón có khả năng bị nhiễm bệnh hơn những cây không được chăm sóc, và những cây được cắt tỉa bị nhắm làm mục tiêu hơn những cây không được cắt tỉa.

## Vòng đời
Những con sâu bướm trưởng thành đang mọc cánh ở miền nam châu Âu từ khoảng tháng 7 đến tháng 9. Con cái chọn những cây vật chủ và phát triển khá nhanh, mạnh mẽ để đẻ trứng. Ấu trùng tấn công chồi, nón và thân non. Các mô hoặc vị trí bị tổn thương bị tấn công bởi nấm gỉ sắt Endocronartium cho phép ấu trùng xâm nhập vào các mô và đường hầm dưới vỏ cây vào mạch cây. Ấu trùng thường ở gần nơi chúng nở, nhưng đôi khi di chuyển đến các bộ phận khác của cây. Chúng biến thành nhộng bên trong khối nhựa trộn với frass mà chúng tạo ra.
Ấu trùng của loài bướm đêm này là một trong những loài gây hại chính của thông biển sao, một loại cây trồng quan trọng của khu vực Địa Trung Hải, nơi nó được trồng để sản xuất gỗ và nhựa cũng như làm ổn định cồn cát. Hoạt động khoan đào của chúng làm cho một lượng lớn nhựa chảy ra từ các vết thương làm suy yếu cây và cho phép nấm và các mầm bệnh khác xâm nhập.

## Hình ảnh

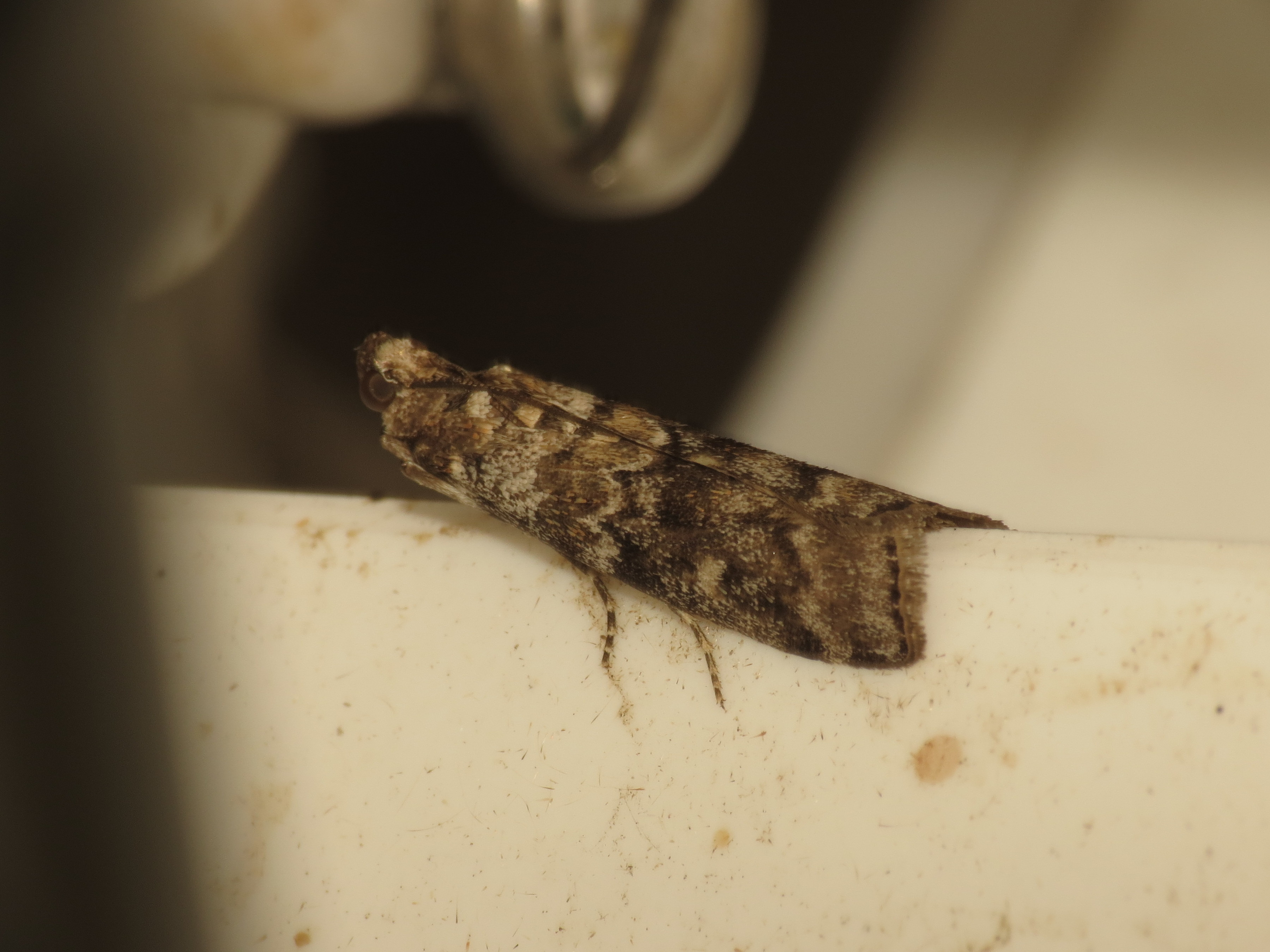
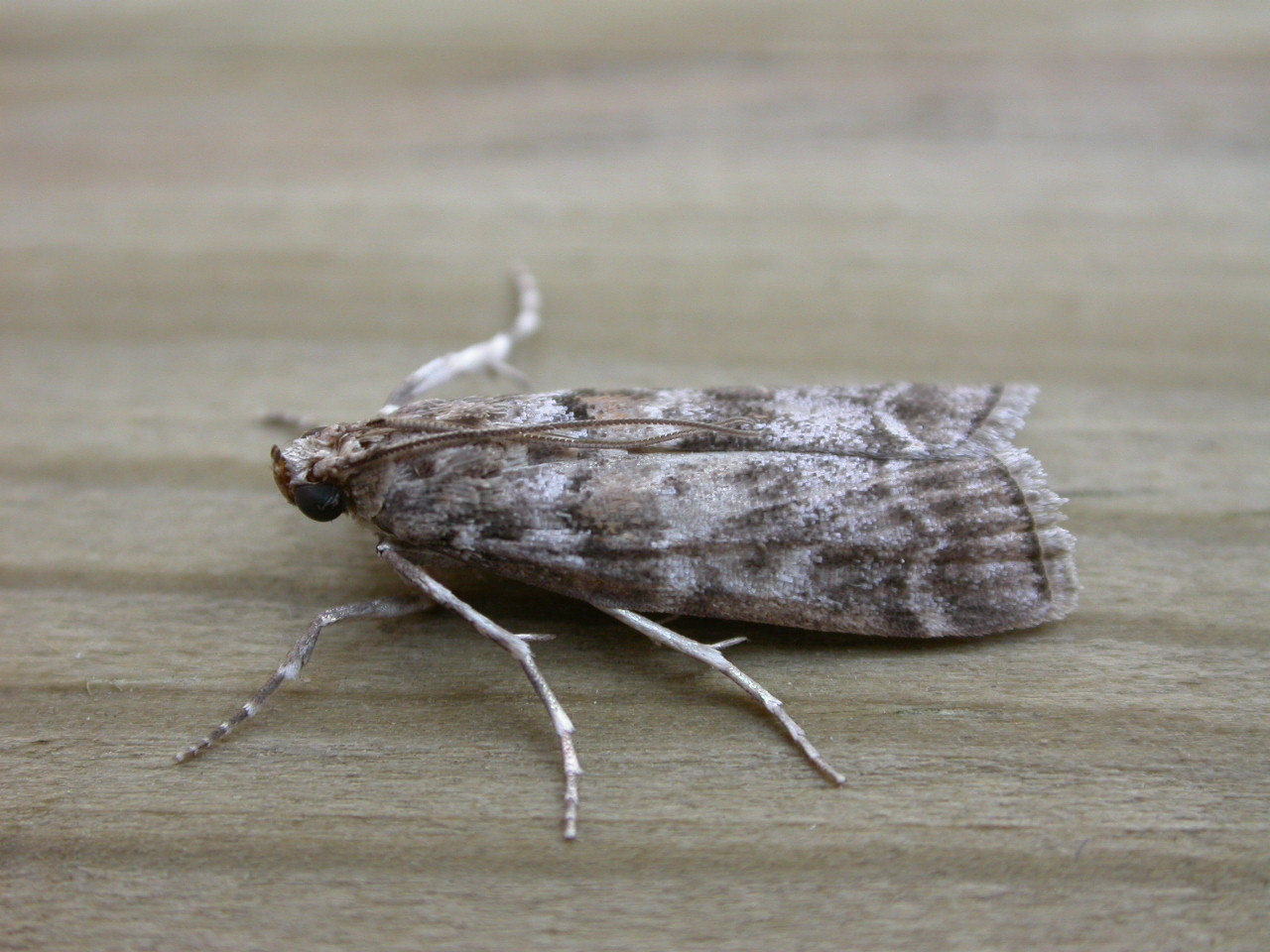
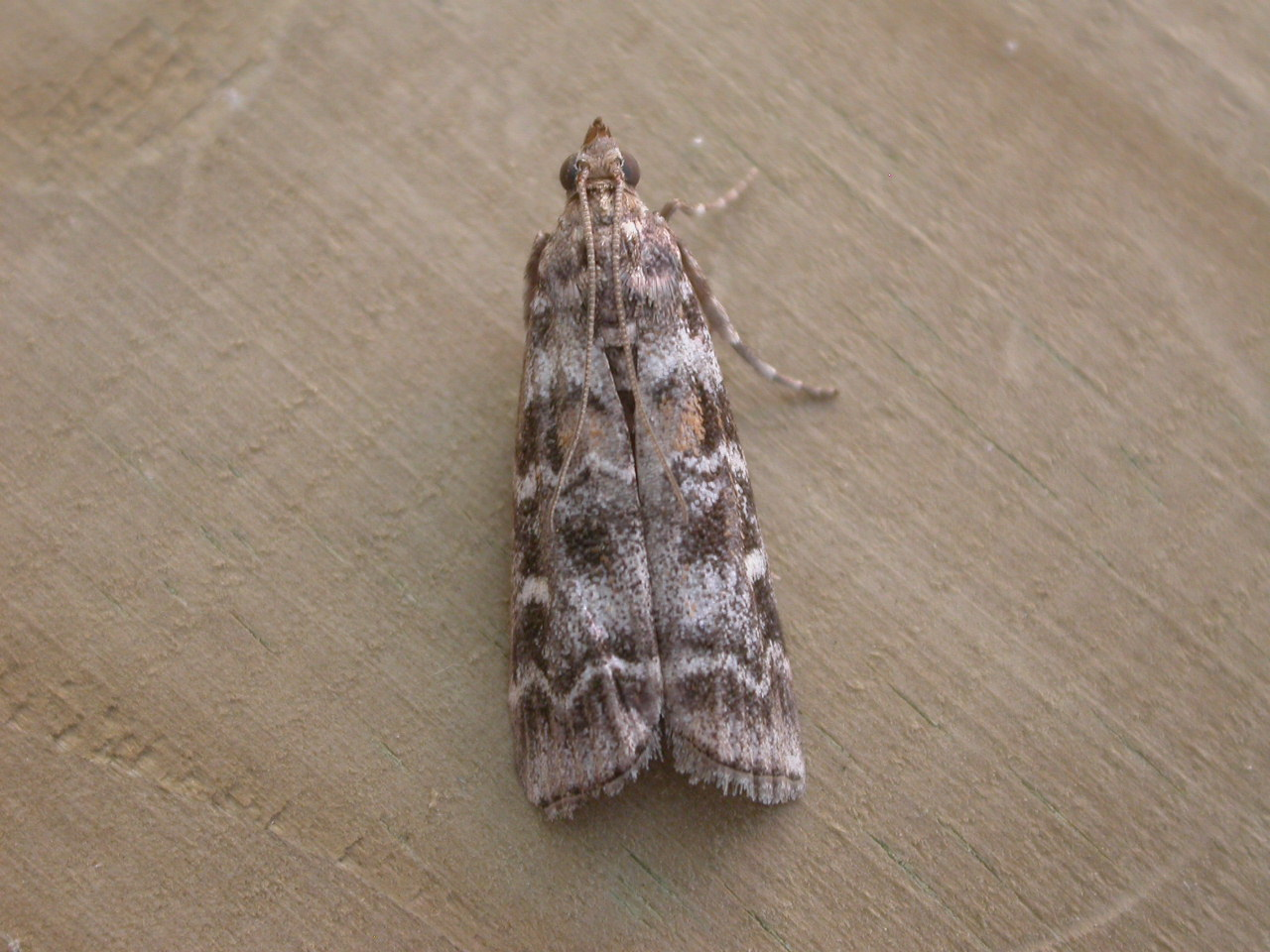
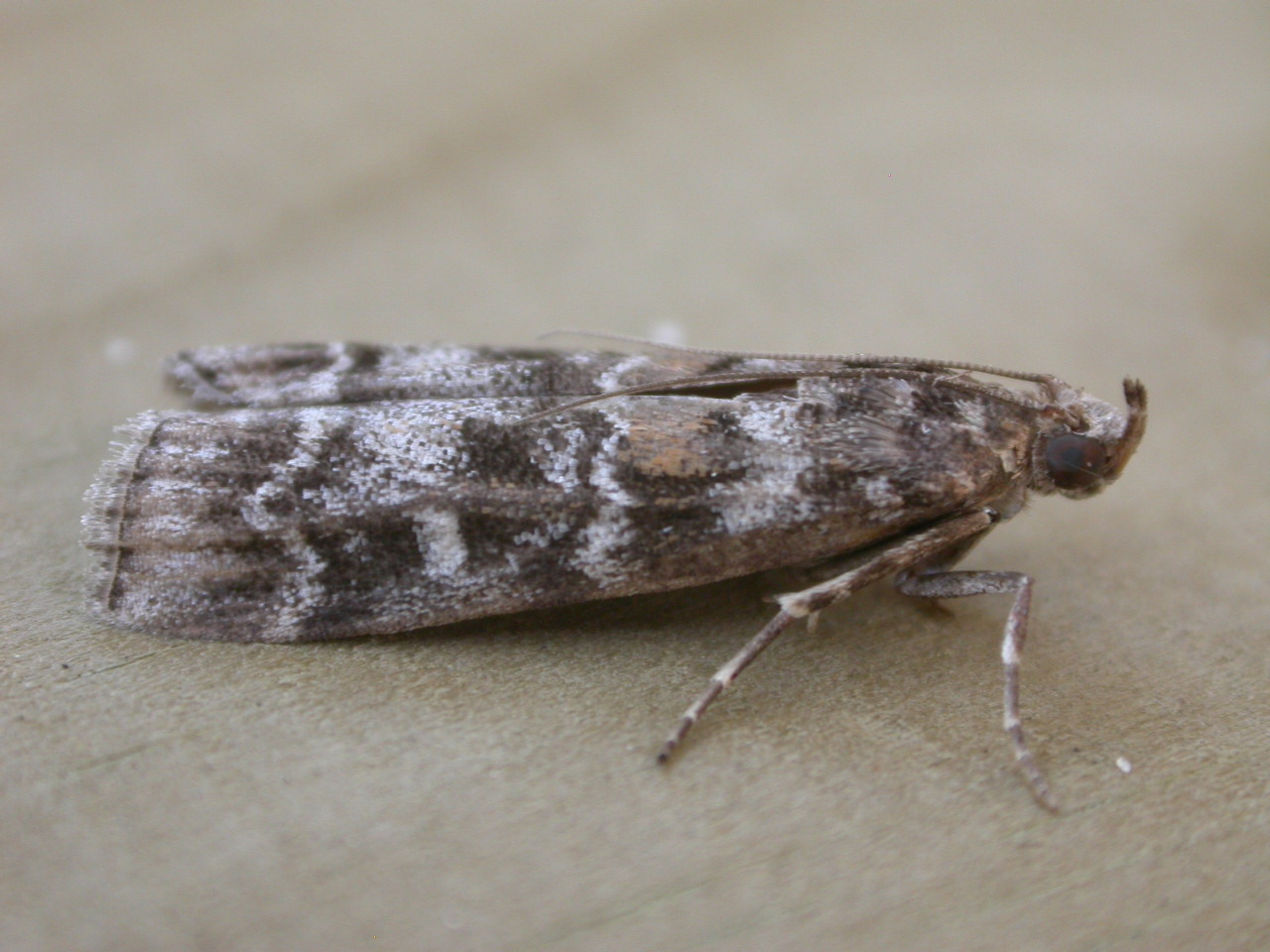